# Vila emilia
Vila emilia är en fjärilsart som beskrevs av Pieter Cramer 1779. Vila emilia ingår i släktet Vila och familjen praktfjärilar. Inga underarter finns listade i Catalogue of Life.

## Bildgalleri

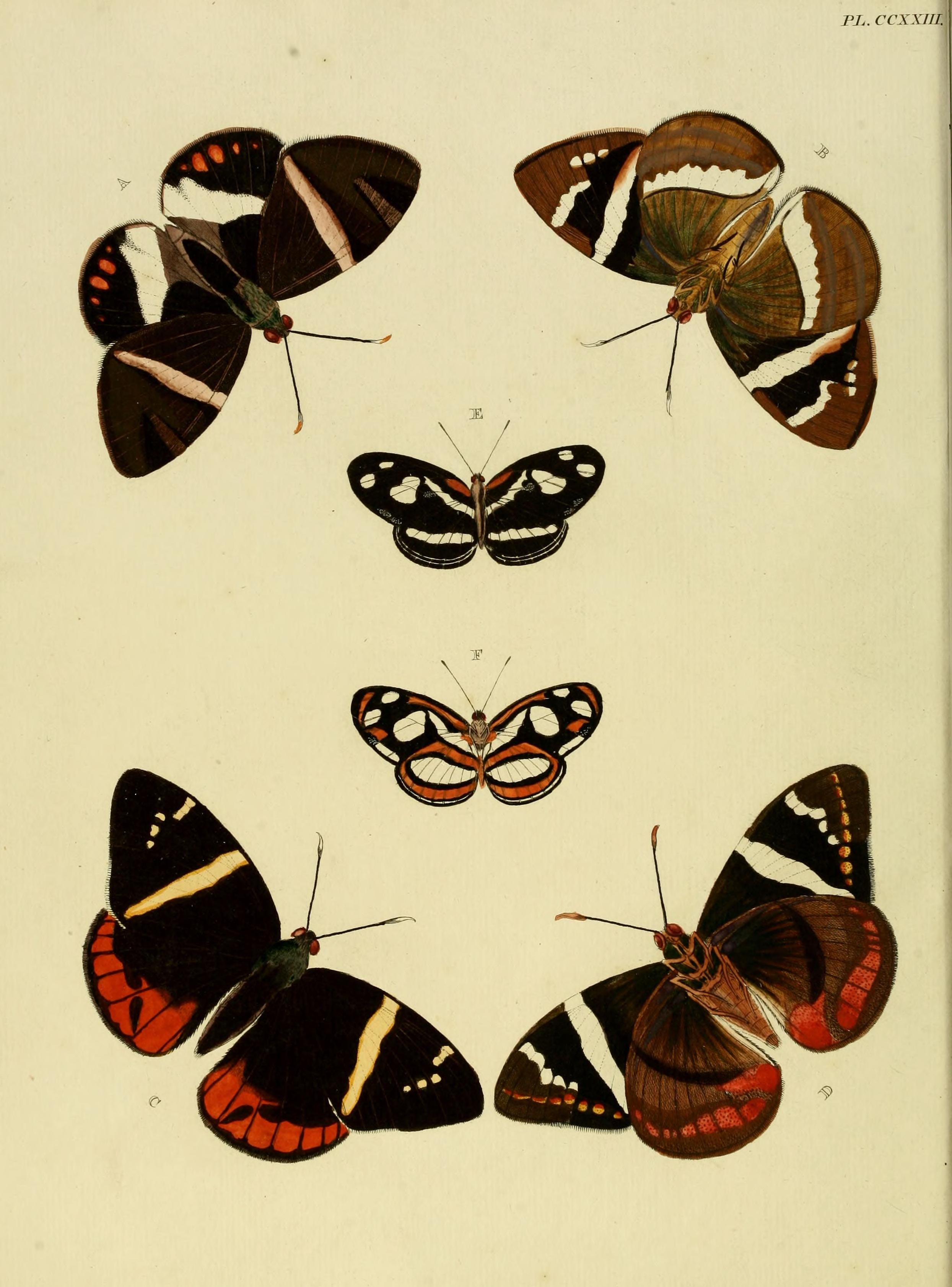